# جسیکا کافیل
جسیکا کافیل (به انگلیسی: Jessica Cauffiel) بازیگر و خواننده آمریکایی که متولد ۳۰ مارس ۱۹۷۶ است.
از فیلم‌های معروف او می‌توان به فیلم دختران سفید و حدس بزنید چه کسی اشاره کرد.